# Tissu aérien
Pour les articles homonymes, voir tissu.
 (avril 2020).
Si vous disposez d'ouvrages ou d'articles de référence ou si vous connaissez des sites web de qualité traitant du thème abordé ici, merci de compléter l'article en donnant les références utiles à sa vérifiabilité et en les liant à la section « Notes et références ».

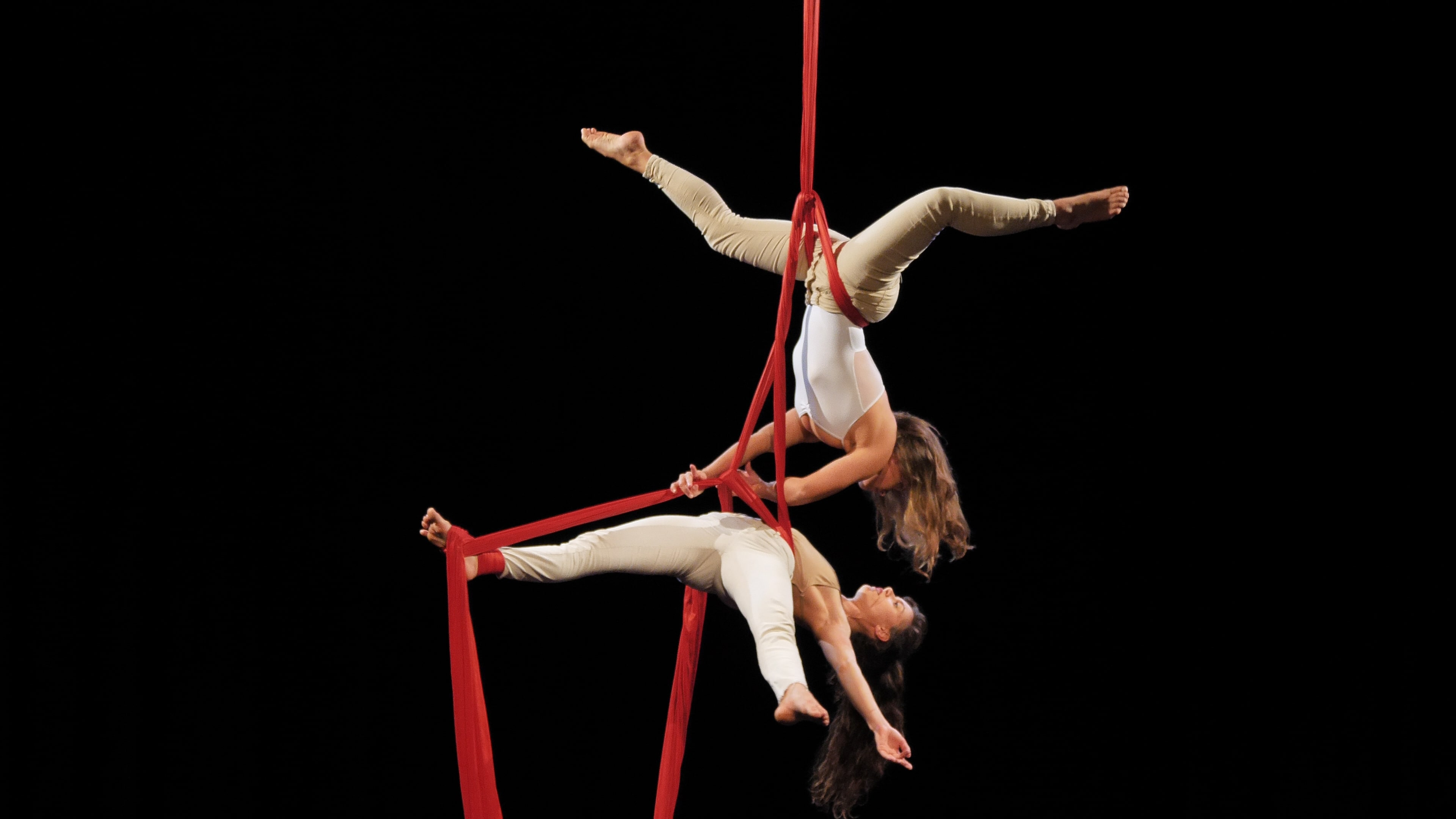
Lignes de Soi, duo de la compagnie Drapés Aériens.

Le tissu aérien est une discipline de cirque qui fait partie des numéros aériens et qui consiste à faire des acrobaties aériennes à l’aide de deux longues bandes de tissu souple accrochées au plafond. Le tissu est un agrès aérien très physique dans lequel les circassiens enchaînent des figures complexes à plusieurs mètres du sol. Il nécessite des bras musclés, car tout mouvement se fait d'abord à la force des bras puis à l'aide de celle des jambes. Il fait partie des techniques de cirque les plus récentes.

## Histoire

Solo de tissus aériens.

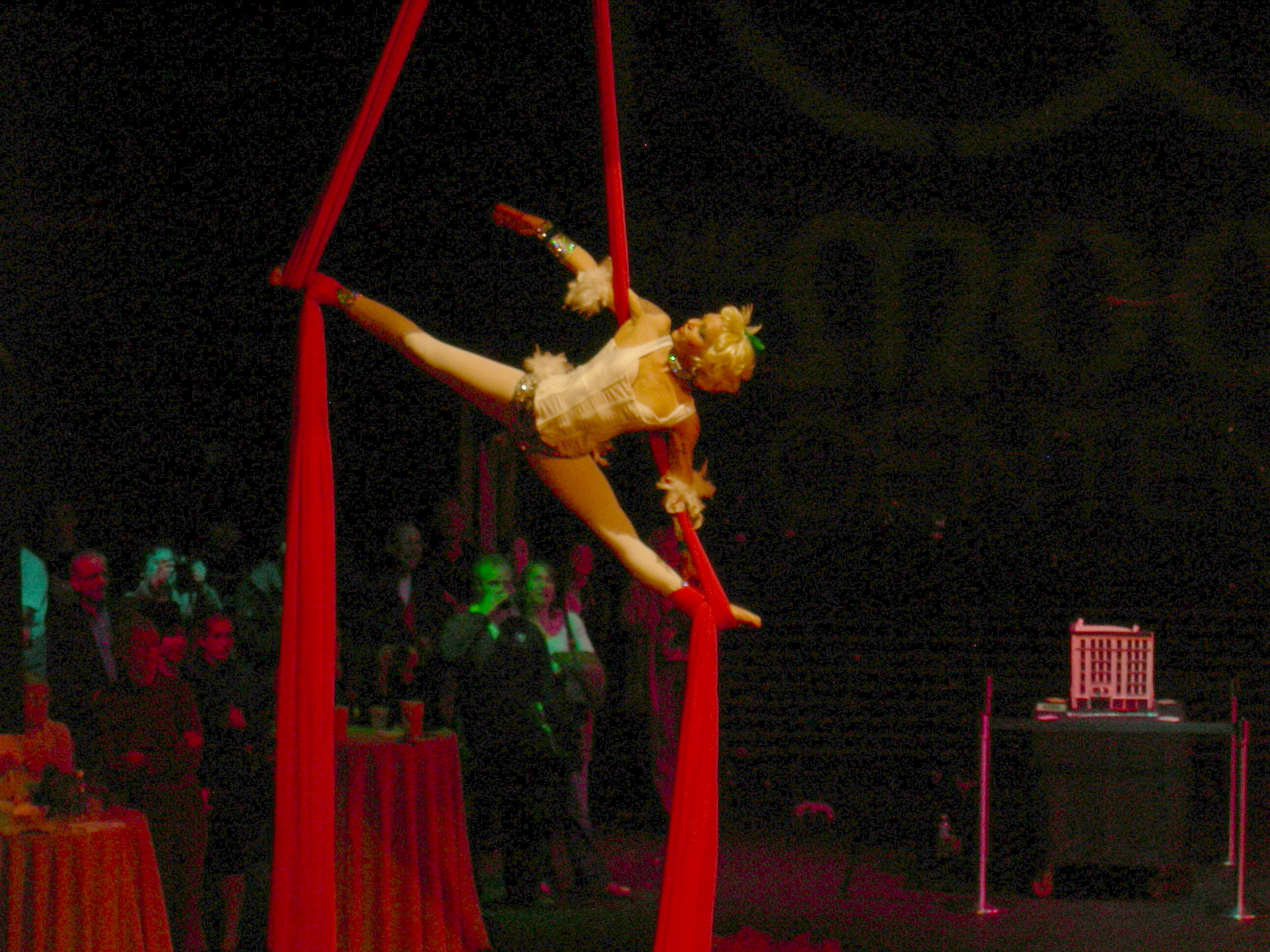
Numéro de tissu dans un théâtre à Seattle.

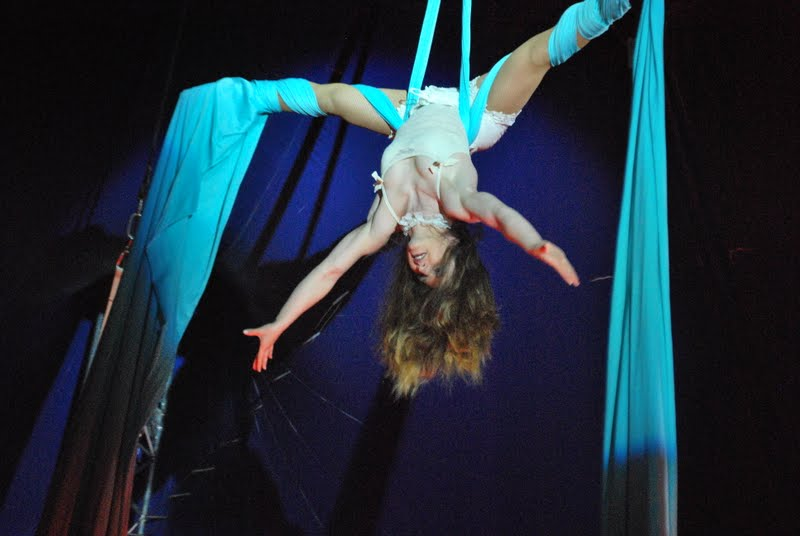
Figure au tissu aérien.

C'est au Centre national des arts du cirque (CNAC) de Châlons-en-Champagne que le tissu aérien serait apparu sous sa forme actuelle au début des années 1990. Cette technique provient directement de la technique de la corde lisse sans staff, appelée de manière simplifiée corde. Durant les premières années de cette école de cirque, un petit groupe d'élèves redécouvre la corde lisse (d'une technique traditionnelle : la corde lisse avec staff, elles développent une technique originale n'utilisant plus que la corde, longue verticale suspendue, sur laquelle elle créent des manières originales de s'enrouler, de se nouer, de chuter et de se suspendre). Par la suite, Gérard Fasoli, lui-même professeur au CNAC à cette période, propose à de nouveaux étudiants de décliner la technique de la corde sur des tissus : il introduit ainsi le tissu aérien en 1996. Gérard Fasoli prend la direction du CNAC en 2012,. Cependant, au-delà des expérimentations qui ont eu lieu au CNAC, et selon plusieurs sources dont notamment Natacha Blandine, « ce sont les Chinois qui auraient inventé cette technique » il y a bien longtemps. 
En parallèle des découvertes et travaux des élèves du CNAC, de l'autre côté de l'océan, un autre développement a lieu grâce à André Simard à l’École nationale de cirque (ENC) de Montréal. C'est ainsi que de nombreux artistes ont proposé leur numéros de tissu aérien au Cirque du Soleil. 

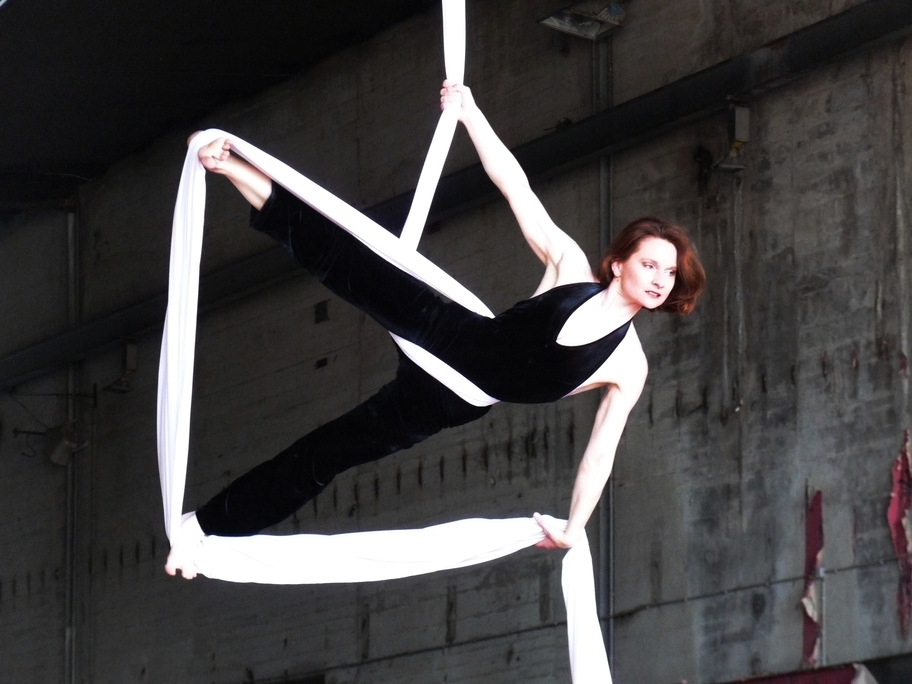
Solo de tissus aériens.

## Enseignement
Le tissu aérien est enseigné dans les écoles supérieures de cirque, mais aussi dans les écoles de cirque de loisirs, les studios dédiés aux disciplines aériennes et de plus en plus dans les écoles de pole dance. Il est également enseigné en atelier (workshop) lors de différentes manifestations telles que les conventions de jonglerie (à l’EJC notamment), les festivals de danse aérienne.